# Caer en tentación
 (срп. Пасти у искушење) мексичка је теленовела, продукцијске куће Телевиса, снимана 2017.

## Синопсис
Дамјан и Ракел Бекер живе на високој нози, у срећном су браку и имају двоје деце: тинејџере Мију и Федерика. Са друге стране, њихови породични пријатељи Сантијаго и Каролина Алварадо, такође су срећни и родитељи су тинејџера Николаса и Лоле, али за разлику од Бекерових труде се да достигну финансијску стабилност.
Дамјан је сасвим случајно упознао Каролину и међу њима су одмах севнуле варнице. Међутим, иако нису придавали значаја том догађају, њихови путеви поново ће се укрстити кад се Ракел и Сантијаго упознају, такође случајно. Парови су почели да се посећују — док су Дамјан и Ракел били одушевљени енергијом Алварадових, Сантијаго и Каролина су схватили да би им дружење са Бекеровима могло помоћи да напредују на друштвено-економској лествици.
Како је време пролазило, Ракел је веома заволела Алварадове, осећајући обавезу да им помаже колико год може. Није ни слутила да Дамјан и Каролина нису успевали да обуздају своје нагоне, те да су се препустили забрањеној романси, издајући тако своје најближе.
Када је Ракел једног јутра примила телефонски позив, живот јој се променио из корена. Није сазнала само да је њен супруг, кога воли највише на свету, пао у кому након страшне аутомобилске несреће, већ су јој јавили да је са њим путовала и непозната жена, чије тело није пронађено. Сантијаго је дошао да утеши Ракел и њих двоје су убрзо открили страшну истину. У колима није била незнанка, Дамјанова сапутница била је Каролина. Сантијаго и Ракел, уједињени болом због издаје супружника, почињу да се зближавају све више.

## Глумачка постава

### Главне улоге
| Глумац:          | Улога:                           |
| ---------------- | -------------------------------- |
| Силвија Наваро   | Ракел Насен де Бекер             |
| Габријел Сото    | Дамјан Бекер                     |
| Адријана Лувијер | Каролина Ривес Треко де Алварадо |
| Карлос Феро      | Сантјаго Алварадо Флорес         |

### Споредне улоге
| Глумац:                   | Улога:                 |
| ------------------------- | ---------------------- |
| Арат де ла Торе           | Андрес Бекер           |
| Хулијета Егурола          | Мирјам Франко          |
| Ерика де ла Роса          | Алина де ла Виљар      |
| Ела Велден                | Миа Бекер Кохен        |
| Хосе Мануел Ринкон        | Николас                |
| Хулија Урбини             | Долорес Алварадо Ривас |
| Герман Брако              | Федерико               |
| Беатриз Морено            | Ховита                 |
| Луз Рамос                 | Лаура Гарсија де Годој |
| Хорхе Луис Васкез         | Фернандо Годој Алба    |
| Карлос Валенсија          | Висенте Ривас Трехо    |
| Енок Лиано                | Родолфо Руеда          |
| Иринеа Алварез            | Антонио Ибањез Лара    |
| Адалберто Пара            | Игнасио Галиндо        |
| Луис Фернандо Пења        | Агустин Чавез          |
| Ана Киочети               | Асусена                |
| Моисес Аризменди          | Кристијан              |
| Лиз Хаљардо               | Габријела Изагире      |
| Франсиско Писања          | Хуан Дуран             |
| Пјер Луиз                 | Густаво Галиндо        |
| Андреа Гереро             | Синтија Кохен Насер    |
| Никол Вале                | Хулијета               |
| Игнасија Тахан            | Мигел Виљегас          |
| Хорхе де лос Рејес        | Рафаел Естрада         |
| Монтсерат Марањон         | Лиса Авалос            |
| Луиса Рубино              | Патрисија Варгас       |
| ХабианИ Понсе де Леон     | Хоакин                 |
| Дајрен Чавез              | Луз                    |
| Алехандро де Хојос Парера | Самуел Сами            |